# Mike Vernon

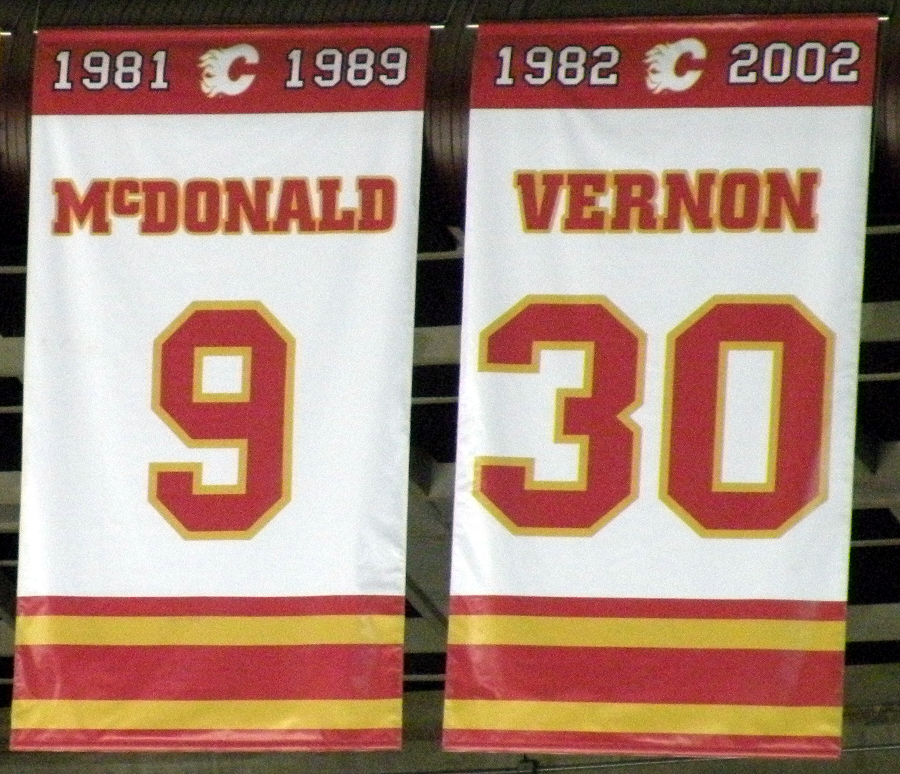
Mike Vernons #30 i taket inuti Scotiabank Saddledome i Calgary.

Michael "Mike" Vernon, född 24 februari 1963 i Calgary, Alberta, är en kanadensisk före detta professionell ishockeymålvakt. Vernon spelade i NHL från 1982 till 2002 för Calgary Flames, Detroit Red Wings, San Jose Sharks och Florida Panthers. Han vann Stanley Cup 1989 med Calgary Flames och 1997 med Detroit Red Wings. 1997 tilldelades han dessutom Conn Smythe Trophy som slutspelets mest värdefulle spelare.

## Junior
Mike Vernon spelade juniorhockey för Calgary Canucks i AJHL säsongen 1979–80 och för Calgary Wranglers i WHL från 1980 till 1983. Han deltog också i Memorial Cup för Portland Winter Hawks 1982 och 1983 och vann turneringen 1983.

## NHL
Vernon valdes av Calgary Flames i tredje rundan av NHL-draften 1981 som 56:e spelare totalt. Säsongen 1982–83 spelade han 2 matcher för Flames i NHL och 1983–84 spelade han 1 match. Från 1983 till 1985 höll han till i Calgary Flames farmarlag Colorado Flames i CHL och Moncton Golden Flames i AHL.
Vernon skulle få sitt stora genombrott säsongen 1985–86 då han kallades upp som reservmålvakt bakom förstemålvakten Réjean Lemelin. Vernon spelade dock så pass starkt att han övertog platsen som förstemålvakt lagom till Stanley Cup-slutspelet. I slutspelet slog Calgary ut Winnipeg Jets i första rundan med 3-0 i matcher, Edmonton Oilers i andra rundan med 4-3 i matcher och St. Louis Blues i tredje rundan med 4-3 i matcher. I finalen var dock Montreal Canadiens, som också leddes av en rookie-målvakt i Patrick Roy, för svåra och Calgary förlorade med 4-1 i matcher.
Vernon etablerade sig som förstemålvakt i NHL på allvar säsongen 1986–87 då han spelade 54 matcher för Calgary och registrerades för 30 segrar. Calgary åkte dock ut direkt i första rundan av slutspelet 1987 mot Winnipeg Jets med 4-2 i matcher. Säsongen 1987–88 spelade Vernon 64 matcher i grundserien och vann 39 av dem. Calgary vann dessutom Presidents' Trophy som grundserien bästa lag med 105 poäng, två poäng före Montreal Canadiens. I slutspelet 1988 blev det respass i andra rundan mot ärkerivalen Edmonton Oilers som vann med 4-0 i matcher.
1986–87 spelade Vernon 52 matcher i grundserien och vann 37. Calgary visade sig åter vara ett av ligans allra bästa lag och vann sin andra raka Presidents' Trophy, igen två poäng före Montreal Canadiens. I första rundan mot Vancouver Canucks stötte man dock på ett svårspelat motståndarlag. Matchserien var dramatisk och avgjordes först på övertid i den sjunde matchen efter att Joel Otto hade skuffat in pucken bakom Vancouvers målvakt Kirk McLean. Mike Vernon hade dessförinnan gjort några svettiga räddningar som räddat Calgary kvar i slutspelet. I andra och tredje rundan blev det enklare för Calgary som slog ut Los Angeles Kings och Chicago Blackhawks med 4-0 respektive 4-1 i matcher. I Stanley Cup-finalen 1989 stötte Calgary åter på Montreal Canadiens, och sökte revansch för finalförlusten 1986. Montreal ledde matchserien med 2-1 men Calgary vann tre raka matcher och fick höja bucklan.
Trots att Calgary fortsatte att vara ett starkt lag i grundserien följande säsonger lyckades man inte upprepa framgången från 1989 års slutspel. 1993–94 spelade Vernon sin sista säsong i Calgary Flames. I slutspelet 1994 ledde Calgary med 3-1 i matcher i första rundan mot Vancouver Canucks. Vancouver vann dock tre raka matcher, alla på övertid, och skickade Calgary ut ur slutspelet.
29 juni 1994 byttes Vernon bort till Detroit Red Wings. Sin första säsong i Red Wings, 1994–95, nådde laget Stanley Cup-final där man dock förlorade i fyra raka matcher mot New Jersey Devils. 1995–96 förlorade Vernon platsen som förstemålvakt i Red Wings till Chris Osgood och spelade endast 32 matcher i grundserien, det minsta antalet matcher han spelat i grundserien sedan han etablerat sig som målvakt i NHL, om man bortser från den strejkförkortade säsongen 1994–95. Detroit förlorade i semifinalen i slutspelet mot Colorado Avalanche med 4-2 i matcher.
1996–97 var Vernon fortfarande reservmålvakt i Detroit och spelade 33 matcher i grundserien. I slutspelet 1997 fick han dock chansen som förstemålvakt och visade att de gamla takterna fortfarande satt i. Detroit fick revansch på Colorado i semifinalen i slutspelet och vann med 4-2 i matcher. I finalen vann Red Wings mot Philadelphia Flyers i fyra raka matcher. Mike Vernon vann Conn Smythe Trophy som slutspelets mest värdefulle spelare.
Trots Vernons starka spel i slutspelet 1997 valde Red Wings att satsa på Chris Osgood som förstemålvakt och bytte bort Vernon till San Jose Sharks 18 augusti 1997. Sin första säsong i San Jose, 1997–98, spelade han 62 matcher och vann 30 av dem. San Jose förlorade i första rundan i slutspelet mot Dallas Stars med 4-2 i matcher. Vernon spelade i San Jose fram till början på säsongen 1999–00 då han byttes bort till Florida Panthers. Han spelade 34 matcher för Florida i grundserien och fyra i slutspelet, där Florida åkte ut mot New Jersey Devils i fyra raka matcher, vilket skulle visa sig bli hans sista slutspel.
Minnesota Wild lade beslag på Vernon i Expansions-draften 23 juni 2000 men bytte bort honom samma dag till Calgary Flames. Vernon spelade sammanlagt 59 grundseriematcher för Calgary säsongerna 2000–01 och 2001–02 innan han lade av med hockeyn.

## Internationellt
Mike Vernon spelade för Kanadas juniorlandslag i JVM 1983 i Leningrad där Kanada kom på tredje plats. Han spelade också i VM 1991 i Finland där Kanada kom tvåa.    

## Meriter
- Memorial Cup – 1983
- Hap Emms Trophy – 1983
- Stanley Cup – 1989, 1997
- William M. Jennings Trophy – 1996, delad med Chris Osgood
- Conn Smythe Trophy – 1997

## Statistik
M = Matcher, V = Vinster, F = Förluster, O = Oavgjorda, MIN = Spelade minuter, IM = Insläppta Mål, N = Nollor, GIM = Genomsnitt insläppta mål per match

### Klubbkarriär
| 1982–83    | Calgary Flames    | NHL        | 2   | 0   | 2   | 0  | 100   | 11   | 0  | 6.60  | —   | —  | —  | —    | —   | — | —    |
| 1983–84    | Calgary Flames    | NHL        | 1   | 0   | 1   | 0  | 11    | 4    | 0  | 21.82 | —   | —  | —  | —    | —   | — | —    |
| 1985–86    | Calgary Flames    | NHL        | 18  | 9   | 3   | 3  | 921   | 52   | 1  | 3.39  | 21  | 12 | 9  | 1229 | 60  | 0 | 2.93 |
| 1986–87    | Calgary Flames    | NHL        | 54  | 30  | 21  | 1  | 2956  | 178  | 1  | 3.61  | 5   | 2  | 3  | 263  | 16  | 0 | 3.65 |
| 1987–88    | Calgary Flames    | NHL        | 64  | 39  | 16  | 7  | 3565  | 210  | 1  | 3.53  | 9   | 4  | 4  | 515  | 34  | 0 | 3.96 |
| 1988–89    | Calgary Flames    | NHL        | 52  | 37  | 6   | 5  | 2938  | 130  | 0  | 2.65  | 22  | 16 | 5  | 1381 | 52  | 3 | 2.26 |
| 1989–90    | Calgary Flames    | NHL        | 47  | 23  | 14  | 9  | 2795  | 146  | 0  | 3.13  | 6   | 2  | 3  | 342  | 19  | 0 | 3.33 |
| 1990–91    | Calgary Flames    | NHL        | 54  | 31  | 19  | 3  | 3121  | 172  | 1  | 3.31  | 7   | 3  | 4  | 427  | 21  | 0 | 2.95 |
| 1991–92    | Calgary Flames    | NHL        | 63  | 24  | 30  | 9  | 3684  | 217  | 0  | 3.58  | —   | —  | —  | —    | —   | — | —    |
| 1992–93    | Calgary Flames    | NHL        | 64  | 29  | 26  | 9  | 3732  | 203  | 2  | 3.26  | 4   | 1  | 1  | 150  | 15  | 0 | 6.00 |
| 1993–94    | Calgary Flames    | NHL        | 48  | 26  | 17  | 5  | 2798  | 131  | 3  | 2.81  | 7   | 3  | 4  | 466  | 23  | 0 | 2.96 |
| 1994–95    | Detroit Red Wings | NHL        | 30  | 19  | 6   | 4  | 1807  | 76   | 1  | 2.52  | 18  | 12 | 6  | 1063 | 41  | 1 | 2.31 |
| 1995–96    | Detroit Red Wings | NHL        | 32  | 21  | 7   | 2  | 1855  | 70   | 1  | 2.26  | 4   | 2  | 2  | 243  | 11  | 0 | 2.72 |
| 1996–97    | Detroit Red Wings | NHL        | 33  | 13  | 11  | 8  | 1952  | 79   | 0  | 2.43  | 20  | 16 | 4  | 1229 | 36  | 1 | 1.76 |
| 1997–98    | San Jose Sharks   | NHL        | 62  | 30  | 22  | 8  | 3564  | 146  | 5  | 2.46  | 6   | 2  | 4  | 348  | 14  | 1 | 2.41 |
| 1998–99    | San Jose Sharks   | NHL        | 49  | 16  | 22  | 10 | 2831  | 107  | 4  | 2.27  | 5   | 2  | 3  | 321  | 13  | 0 | 2.43 |
| 1999–00    | San Jose Sharks   | NHL        | 15  | 6   | 5   | 1  | 772   | 32   | 0  | 2.49  | —   | —  | —  | —    | —   | — | —    |
| 1999–00    | Florida Panthers  | NHL        | 34  | 18  | 13  | 2  | 2019  | 83   | 1  | 2.47  | 4   | 0  | 4  | 237  | 12  | 0 | 3.04 |
| 2000–01    | Calgary Flames    | NHL        | 41  | 12  | 23  | 5  | 2246  | 121  | 3  | 3.23  | —   | —  | —  | —    | —   | — | —    |
| 2001–02    | Calgary Flames    | NHL        | 18  | 2   | 9   | 1  | 825   | 38   | 1  | 2.76  | —   | —  | —  | —    | —   | — | —    |
| NHL totalt | NHL totalt        | NHL totalt | 781 | 385 | 273 | 92 | 44449 | 2206 | 27 | 2.98  | 138 | 77 | 56 | 8211 | 367 | 6 | 2.68 |

### Internationellt
| År            | Lag           | Turnering     | M | V | F | O | MIN | IM | N | GIM  |
| ------------- | ------------- | ------------- | - | - | - | - | --- | -- | - | ---- |
| 1983          | Kanada        | JVM           | 4 | 3 | 0 | 0 | 180 | 10 | 0 | 3.33 |
| 1991          | Kanada        | VM            | 2 | 0 | 1 | 0 | 73  | 6  | 0 | 4.93 |
| Senior totalt | Senior totalt | Senior totalt | 2 | 0 | 1 | 0 | 73  | 6  | 0 | 4.93 |